# Andruszkiewicz (herb szlachecki)

herb Andruszkiewicz według Alfreda Znamierowskiego

herb Andruszkiewicz według Ostrowskiego

Andruszkiewicz – polski herb szlachecki, odmiana herbu Mogiła.

## Opis herbu
W polu czarnym mogiła srebrna z zaćwieczonymi krzyżami kawalerskimi złotymi w pas po bokach. Klejnot: Trzy pióra strusie. Labry: Czarne, podbite srebrem.

## Herbowni
Andruszkiewicz.